# 196005 Róbertschiller
A 196005 Róbertschiller (2002 RS241) egy kisbolygó a Naprendszerben. Piszkéstetőn fedezték fel 2002. szeptember 12-én. 2012-ben a kisbolygó új nevet kapott, amikor Schiller Róbert fizikai kémikus, a kémiai tudományok doktora, az MTA Energiatudományi Kutatóközpont nyugalmazott tudományos tanácsadója Az év ismeretterjesztő tudósa címet elnyerte és vele együtt megkapta a (196005) 2002 RS241 kisbolygót, amelynek neve ettől az időponttól kezdve 196005 Róbertschiller.